# Gualtiero Nepi
Gualtiero Nepi (Fermo, 4 settembre 1924 – Ascoli Piceno, 8 ottobre 2007) è stato un politico italiano.

## Biografia
Esponente della Democrazia Cristiana, è eletto consigliere regionale nelle Marche nel 1970. È assessore regionale all'Istruzione e alla Cultura dal 1971 al 1975 nelle giunte guidate da Giuseppe Serrini e da Dino Tiberi.
Viene poi eletto senatore nel 1979, confermando il proprio seggio a Palazzo Madama anche nel 1983 e nel 1987. Ha anche ricoperto il ruolo di Sottosegretario di Stato nel Governo Craxi II, nel Governo Fanfani VI, nel Governo De Mita, nel Governo Andreotti VI e VII.